# Australasian Championships de 1908
O Australasian Championships de 1908 foi um torneio de tênis disputado em quadras de grama ao ar livre em Sydney, na Austrália, entre 7 e 12 de novembro.
As rodadas preliminares foram disputadas no Sydney Cricket Ground, enquanto a final aconteceu no Double Bay Grounds. Foi a quarta edição do Australasian Championships (hoje conhecido como Australian Open), a primeira realizada em Sydney e o terceiro torneio de Grand Slam do ano. Consistia em um evento masculino de simples e duplas. Fred Alexander venceu o evento de simples e se tornou o primeiro não australasiano a ganhar o título.

## Finais
| Categoria | Evento    | Campeã(s)(o/ões)             | Vice-campeã(s)(o/ões)              | Resultado     |
| --------- | --------- | ---------------------------- | ---------------------------------- | ------------- |
| Simples   | Masculino | Fred Alexander               | Alfred Dunlop                      | 6–4, 6–1, 6–4 |
| Duplas    | Masculino | Fred Alexander Alfred Dunlop | Granville G. Sharp Anthony Wilding | 6–3, 6–2, 6–1 |